# Jacques Freimuller
Jacques Freimuller, né le 31 octobre 1929 à Trouville-sur-Mer, en France et décédé le 15 novembre 2006 à Castelnau-le-Lez, est un ancien joueur français de basket-ball. Il évolue durant sa carrière au poste d'ailier.

## Palmarès
- Finaliste du championnat d'Europe 1949
- 3e du championnat d'Europe 1951, 1953
- Champion de France 1951, 1953, 1954